# Radzikówek
Radzikówek – osada leśna wsi Radzików w Polsce, położona w województwie lubuskim, w powiecie słubickim, w gminie Cybinka.
W latach 1975–1998 przysiółek administracyjnie należał do województwa zielonogórskiego.